# Germaine Roger
Germaine Roger (12 de febrero de 1910 – 20 de abril de 1975) fue una actriz cinematográfica, cantante de opereta y directora teatral de nacionalidad francesa.

## Biografía
Nacida en Marsella, Francia, su verdadero nombre era Victoria Calixte Bousquet. Ganadora de un concurso de belleza en su ciudad natal en 1929, fue soprano ligera educada en el Conservatorio de Marsella. Debutó en París en el Théâtre de la Gaîté, interpretando tanto obras de repertorio (Mam'zelle Nitouche) como producciones modernas (de Albert Willemetz, Josef Szulc, Georges van Parys, Louis Beydts, o Maurice Yvain, entre otros).
Ella también desarrolló una carrera en el cine, siendo protagonista de operetas de Vincent Scotto llevadas a la pantalla, como Trois de la marine (1934), Un de la Canebière (1938, film en el que cantaba Le Plus Beau Tango du monde acompañada de Alibert), y Les Gangsters du Château d'If (1939). 
Tras la muerte de su marido, Henri Montjoye, en 1950, ella le sucedió en la dirección de la Gaîté-Lyrique hasta 1964, año en el cual dicho teatro se vio obligado a cerrar por motivos financieros.
Germaine Roger falleció en  Savigny-sur-Orge, Francia, en 1975.

## Filmografía
- 1931 : Coups de roulis, de Jean de La Cour
- 1932 : Bariole, de Benno Vigny
- 1932 : La Pouponnière, de Jean Boyer
- 1932 : Hôtel des étudiants, de Victor Tourjansky
- 1932 : Une faible femme, de Max de Vaucorbeil
- 1933 : Tambour battant, de André Beucler y Arthur Robison
- 1933 : Caprice de princesse, de Karl Hartl y Henri-Georges Clouzot
- 1934 : La Caserne en folie, de Maurice Cammage
- 1934 : Trois de la marine, de Charles Barrois
- 1934 : Un drôle de locataire, de René Pujol
- 1934 : Alcide pépie, de René Jayet
- 1935 : La Mascotte, de Léon Mathot
- 1935 : Debout là-dedans !, de Henry Wulschleger
- 1935 : La Petite Sauvage, de Jean de Limur
- 1935 : Train de plaisir, de Léo Joannon
- 1936 : Jacques et Jacotte, de Robert Péguy
- 1936 : La Petite Dame du wagon-lit, de Maurice Cammage
- 1936 : Les Croquignolle, de Robert Péguy
- 1937 : J'arrose mes galons, de René Pujol
- 1938 : Un de la Canebière, de René Pujol
- 1938 : Les Rois de la flotte, de René Pujol
- 1939 : Les Gangsters du château d'If, de René Pujol